# Иодид стронция
Иодид стронция — бинарное неорганическое соединение стронция и иода с формулой SrI2. Бесцветные гигроскопичные кристаллы. Образует несколько кристаллогидратов.

## Получение
- Вещество получают действуя иодистого водорода на оксид стронция, его гидроксид или карбонат:

{\displaystyle {\mathsf {SrO+2\ HI\ {\xrightarrow {\ }}\ SrI_{2}+H_{2}O}}}
{\displaystyle {\mathsf {Sr(OH)_{2}+2\ HI\ {\xrightarrow {\ }}\ SrI_{2}+2\ H_{2}O}}}
{\displaystyle {\mathsf {SrCO_{3}+2\ HI\ {\xrightarrow {\ }}\ SrI_{2}+CO_{2}\uparrow +H_{2}O}}}

## Физические свойства
Иодид стронция образует бесцветные диамагнитные кристаллы ромбической сингонии, пространственная группа P bca, параметры ячейки a = 1,522 нм, b = 0,82 нм, c = 0,790 нм, Z = 8.
При кристаллизации из водных растворов образуются кристаллогидраты SrI2•6H2O, SrI2•2H2O и SrI2•H2O.
Из неводных растворов выделены разнообразные сольваты, например SrI2•n NH3 (где n = 6, 2, 1).

## Химические свойства
- Кристаллогидрат при нагревании теряет воду:

{\displaystyle {\mathsf {SrI_{2}\cdot 6H_{2}O\ {\xrightarrow[{-H_{2}O}]{90^{o}C}}\ SrI_{2}\cdot 2H_{2}O}}}
- Иодид стронция с иодом образует неустойчивые полииодиды:

{\displaystyle {\mathsf {SrI_{2}\ {\xrightarrow {I_{2}}}\ {\begin{matrix}{\mathsf {SrI_{4}}}\\{\mathsf {SrI_{6}}}\end{matrix}}}}}

## Применение
- Иодид стронция используется как оптический материал.